# بسلة إغريقية
بسلة إغريقية (الاسم العلمي:Pisum graecum) هي نوع غير مؤكد من النباتات تتبع جنس البسلة من الفصيلة البقولية.